# Tölténykirálynő
A Tölténykirálynő (eredeti cím: Miss Bala) 2019-ben bemutatott amerikai–mexikói akció-thriller Catherine Hardwicke rendezésében, A forgatókönyvet Gareth Dunnet-Alcocer írta, a 2011-es Miss Bala című mexikói film alapján. A főbb szerepekben Gina Rodriguez, Ismael Cruz Córdova és Anthony Mackie látható.
Az Amerikai Egyesült Államokban 2019. február 1-jén mutatta be a Columbia Pictures, Magyarországon DVD-n jelent meg szinkronizálva. Bevételi szempontból megbukott, 15 millió dolláros költségvetésével szemben mindössze 15,4 millió dolláros bevételt termelt világszerte. Bár Rodriguez alakítása kapott némi dicséretet, a kritikusok kedvezőtlenül hasonlították össze az eredeti filmmel, mondván, hogy „unalmas akció és kiszámítható történet” jellemzi.

## Cselekmény
Gloria Fuentes latin-amerikai kozmetikus Los Angelesben, aki elutazik, hogy meglátogassa legjobb barátnőjét, Suzut a mexikói Tijuanában.
Amikor a páros egy helyi éjszakai klubba megy, Suzu azt tervezi, hogy lenyűgözi a helyi rendőrfőnököt, Saucedót, hogy segítse esélyeit a közelgő „Miss Baja California” szépségversenyen való részvételre. Amikor Gloria a mosdóba megy, fegyveresek törnek be a szellőzőn keresztül, és megpróbálják elrabolni Gloriát a fülkéből, de a lánynak sikerül elmenekülnie, miközben a klubban lövöldöznek. Káosz alakul ki, Gloriát elválasztják Suzutól. Másnap reggel Gloria nem tudja felvenni a kapcsolatot Suzuval, és úgy dönt, hogy egy rendőrrel együtt megpróbálja megtalálni a barátnőjét. Tájékoztatja a rendőrt, hogy információi vannak a klubot megtámadó férfiakról, és a rendőr beleegyezik, hogy bevigye őt az őrsre kihallgatni. Azonban ehelyett egy távoli területre hajt, kiszáll, otthagyja az autót és Gloriát a Los Estrellas, a támadás mögött álló kartell tagjai elkapják.
Az emberrablók elviszik a főhadiszállásukra, ahol Lino, a Los Estrellas vezetője beleegyezik, hogy segít megtalálni Suzut, ha a lány hajlandó nekik dolgozni, mivel amerikai állampolgársága miatt hasznos lehet nekik. Gloria vonakodik, de végül beleegyezik. Első dolga, hogy beszáll egy autóba, és leparkol egy épület sarkán. Gloria ezt megteszi, és amikor kiszáll az autóból, csatlakozik Lino embereihez egy domb tetején, azok felrobbantanak egy bombát, amely az autóhoz van erősítve, és felgyújtják vele az épületet. Gloria később rájön, hogy az épület valójában a kábítószer-ellenes hatóság (DEA) rejtekhelye volt, ahol három ügynök tartózkodott, akiket a kartell műveleteinek megfigyelésével bíztak meg.
Lino ezután regisztráltatja Gloriát a Miss Baja szépségversenyre; a próba alatt megpróbál megszökni a fürdőszobán keresztül, ám Brian Reich, a DEA egyik vezető ügynöke elfogja és letartóztatja, mivel gyanítja, hogy köze van a robbantáshoz. A férfi kiengedi a lányt az őrizetből, de csak azután, ha beleegyezik, hogy az informátora lesz. Brian nyomkövető csipet tesz a lány mobiltelefonjába, és visszaküldi a Los Estrellas-hoz.
Gloria visszatér Suzu lakására, és ott találja Linót. A férfi újabb feladatot ad: vezessen San Diegóba az autójába rejtett pénzzel és droggal. A határátlépés után Gloria egy fegyverarzenált kap egy Jimmy nevű fegyverkereskedőtől, hogy vigye vissza Mexikóba, és azt az utasítást kapja, hogy szállítsa le egy nagy parkolóba. Gloria tájékoztatja Briant a parkolóban való találkozóról, aki megígéri, hogy biztonságba helyezi a nőt. Miközben Gloria az átadást végzi, Brian parancsnoksága alatt megjelenik a helyi rendőrség, és tűzharc tör ki. Gloria egy közeli kapuhoz menekül, arra számítva, hogy Brian megmenti őt, de hamarosan rájön, hogy a férfi hazudott, és nem állt szándékában segíteni neki. Lino, aki látja, hogy Gloria a lövöldözés közepén rekedt, a lány mellé rohan, de a lábába kap egy lövést. Egy pillanatnyi bizonytalanság után Gloria felsegíti Linót, és elmenekül vele Lino autójával, miközben az emberei feltartóztatják a rendőröket. Brian meghal a lövöldözésben.
A banda egy erődített táborba vonul vissza, ahol Gloria találkozik egy Isabella nevű nővel. Isabella elmagyarázza, hogy őt is megfenyegették, hogy csatlakozzon a Los Estrellashoz, akik különleges tetoválást viselnek, amely a tulajdonukat jelöli. Amikor Gloria megtudja, hogy Lino elrendelte mindenki telefonjának átvizsgálását, hogy téglát találjon a csoportban, egy másik telefonba helyezi a nyomkövető csipjét. Lino autózni viszi Gloriát, hogy találkozzon néhány rokonával, és együtt töltsék az időt, miközben Lino megosztja álmát az egyszerű vidéki életről. Gloriát harci taktikára és a fegyverek kezelésére is kiképzi. Amikor visszatérnek a táborba, a banda értesíti Linót, hogy megtalálták a téglát. Gloria rémületére kiderül, hogy ő tette a csipet Isabella telefonjába. Lino a helyszínen kivégzi a nőt, és másnap Gloria dühösen nekiesik.
Veszekedésük ellenére Lino megkéri Gloriát, hogy segítsen neki meggyilkolni Saucedót, aki veszélyt jelent az üzletére; hogy motiválja, megmutat neki egy videót, amelyen Suzu különböző vevőkkel látható, amelyből kiderül, hogy a lányt prostitúcióra kényszerítették, miután elrabolták a szórakozóhelyen. Gloria beleegyezik, hogy részt vegyen a szépségversenyen, és meg is nyeri azt (miután Lino megvesztegeti a zsűrit), majd meghívást kap egy afterparty-ra Saucedo tengerparti házába. A partin beleegyezik, hogy az éjszakát Saucedóval töltse, és gondoskodik róla, hogy Lino tudja, hol találja meg. Összefut Suzuval is, és felfedezi, hogy van egy tetoválás a kezén, ami megegyezik Isabelláéval. Gloria végre összerakja a darabokat: Lino volt az, aki eladta Suzut prostitúcióra.
Miközben Gloria követi Saucedót a hálószobájába, egy képeslapra azt írja, hogy Lino meg fogja ölni. Saucedo fegyverrel kényszeríti, hogy elrejtőzzön, és elmenekül, éppen akkor, amikor a Los Estrellas megkezdi a támadást. Gloria ellop egy támadófegyvert egy sebesült katonától, és elindul, hogy megkeresse Suzut. Lábon lövi Saucedót, amikor meglátja, hogy Suzut emberi pajzsként tartja, de aztán Lino megöli őt, és megköszöni Gloria segítségét. Gloria Linóra szegezi a fegyverét, és bevallja, hogy mindent tud, ekkor a férfi manipulálja őt. Lino megpróbál alkudozni Gloriával, de ő végül megöli.
A két nőt hamarosan letartóztatják, amikor a rendőrség megérkezik a partira. Gloriát egy kihallgatószobába viszik; legnagyobb megdöbbenésére a kihallgatója Jimmy, aki elmagyarázza, hogy ő valójában a Központi Hírszerző Ügynökség (CIA) beépített ügynöke, aki a Los Estrellas és más, a nemzetközi szervezett bűnözésben részt vevő mexikói kartellek felszámolásán dolgozik. Gloria alkut köt vele, hogy elkapja Suzut és tisztázza minden vádját: a CIA ügynökeként fog dolgozni, hogy beépüljön a kartellekbe. Visszaviszi Suzut a családjához, majd Jimmyvel együtt távozik.

## Szereplők
| Szerep                                 | Színész                        | Magyar hang            |
| -------------------------------------- | ------------------------------ | ---------------------- |
| Gloria Fuentes sminkmester             | Gina Rodriguez                 | Bogdányi Titanilla     |
| Lino Esparza, Las Estrellas bandavezér | Ismael Cruz Córdova            | Szabó Máté             |
| Brian Reich DEA-ügynök                 | Matt Lauria                    | Horváth-Töreki Gergely |
| Pollo                                  | Ricardo Abarca                 | Renácz Zoltán          |
| Suzu Ramós                             | Cristina Rodlo                 | Sipos Eszter Anna      |
| Chava Ramós                            | Sebastián Cano                 | Maszlag Bálint         |
| Rafael Saucedo, Tijuana rendőrfőnöke   | Damián Alcázar                 | Várkonyi András        |
| Jimmy, gengszter / CIA-ügynök          | Anthony Mackie                 | Turi Bálint            |
| Isabel                                 | Aislinn Derbez                 | Laurinyecz Réka        |
| Doña Rosita                            | Lilian Guadalupe Tapia Robles  | Kocsis Mariann         |
| Tucán                                  | Erick Rene Delgadillo Urbina   |                        |
| Chivo                                  | Mikhail Plata                  |                        |
| Ortiz                                  | Jorge Humberto Millan Mardueño |                        |
| Justin, Gloria főnöke                  | Thomas Dekker                  |                        |
| Don Ramon                              | José Sefami                    |                        |
| szépségverseny koordinátora            | Gaby Orihuela                  |                        |
| korrupt rendőr                         | Roberto Sosa                   |                        |

## Bemutató
A filmet az Amerikai Egyesült Államokban 2019. február 1-jén mutatták be, miután korábban 2019. január 25-re tűzték ki. Az Egyesült Királyságban 2019. február 8-án jelent meg.

## Fordítás
- Ez a szócikk részben vagy egészben  a   Miss Bala (2019 film) című angol Wikipédia-szócikk fordításán alapul.  Az eredeti cikk szerkesztőit annak laptörténete sorolja fel. Ez a jelzés csupán a megfogalmazás eredetét és a szerzői jogokat jelzi, nem szolgál a cikkben szereplő információk forrásmegjelöléseként.